# Poul Wiedemann
Poul Vilhelm Wiedemann (9. april 1890 i København – 19. juni 1969 i Ordrup) var en dansk operasanger (tenor).
Debut 14. februar 1914 som sømanden i Tristan og Isolde. En lang karriere som en af Det kgl. Teaters populæreste sangere i roller som Pagageno i Tryllefløjten, titelpartiet i Parsifal og Herodes i Salome samt Sporting Life i Porgy og Bess. Lærer ved Operaakademiet 1937-64. Kongelig kammersanger i 1931.
Poul Wiedemann spillede igennem et halvt århundrede et overdådigt register af skikkelser indenfor alle teatrets kunstarter. Ud over de talrige operaroller var han bl.a. Bjørn i balletten "Valkyrien" eller Kaptajnen i "Fjernt fra Danmark" - som skuespiller bl.a. titelrollen i Holbergs "Jean de France" eller Kongen i "Hamlet". Ved sit 50-års jubilæum spillede han for 130. gang Dr. Høyer i Hakon Børresens enakter Den kongelige gæst - et parti han havde haft siden uropførelsen i 1919.
Medlem af Bestyrelsen for Skuespillerforeningen af 1879  fra 1927; Medlem af Bestyrelsen for Solistforeningen af 1921 og af Radiorådets Programudvalg 1937-63.- Udenl. Orden: P.O.I.P.
Medvirkede i én film: Spillede Teaterdirektør i komedien Balletten danser fra 1938 med den kongelige ballet. Premiere 3.11.1938
På trods af en smuk stemme – tenor-baryton - var Wiedemann som pladekunstner ikke den store succes, i hvert fald ikke hos The Gramophone Co. hvor man måtte genindspille alle arierne fra hans første session. Derefter droppede man ham. Pathé tog over i 1921 og så holdt han pause fra pladestudiet til 1940!
Wiedemann blev Ridder af Dannebrog 1928, Dannebrogsmand 1946, Kommandør 1964 og tildelt medaljen Ingenio et arti i 1954.
Han er begravet på Ordrup Kirkegård (ukendtes plæne).